# Slowaakse Karst
De Slowaakse Karst is een bergketen in het zuiden van Slowakije. Het maakt deel uit van het Slowaaks Ertsgebergte, dat op zijn beurt weer deel uitmaakt van de Karpaten. De naam is afgeleid van de geografische term karst, hetgeen daar veel te vinden zijn. Daarnaast zijn er grote vlakten.
Sinds 1973 is de Slowaakse Karst een beschermd gebied en in 2002 is een gedeelte uitgeroepen tot het Nationaal Park Slowaakse Karst. Het gebied maakt deel uit van de door de UNESCO op de werelderfgoedlijst geplaatste gebied grotten van de Aggtelek Karst en Slowaakse Karst. Dit gebeurde in 1995. De hoogste top van de bergketen is Jelení vrch en ligt op 947 meter hoogte.
- Gemeinsame Normdatei: 4338760-3
- Nationale Bibliotheek van Tsjechië: ge200635
- Virtual International Authority File: 233856905